# Hana Cerna
Hana Cerna (Brno, 17 maggio 1974) è un'ex nuotatrice ceca, fino al 1992 cecoslovacca.
Ha partecipato ai Giochi di Barcellona 1992 sotto le insegne della Cecoslovacchia, mentre ai Giochi di Atlanta 1996 e di Sydney 2000, sotto quelle della Repubblica Ceca, gareggiando in vari eventi di stile libero e misto.
Maggiori soddisfazioni agli Europei, disputati rappresentando la Repubblica Ceca, dove è sistematicamente salita sul podio, nel periodo 1993-1999.